# Cirandão
Cirandão foi uma iniciativa da Embratel, no final dos anos 1980, visando popularizar o uso da primeira rede brasileira de transmissão de dados, a Renpac, implantada em 1985. O "Projeto Cirandão" procurava ampliar a oferta de conteúdo através da rede, a fim de aumentar o interesse pelo serviço e conseqüentemente a carteira de assinantes, visando não só, mas especialmente os usuários domésticos. O serviço oferecia basicamente correio eletrônico, "quadro de anúncios" e teleconferências, algo similar a um fórum de discussões, além de acesso a alguns bancos de dados de empresas ou governamentais. Nessa rede, apareceu em 1987 o primeiro jornal eletrônico do País, o Jornaldodia, que resumia noticiário dos jornais impressos e existe até hoje (2023) . A baixa demanda, em especial depois da explosão da internet, provocou a mudança desse serviço da Embratel, que se tornou exclusivamente um serviço de Electronic Data Interchange (EDI), com o nome de EmVia.